# Nowa Kornica
Nowa Kornica [ˈnɔva kɔrˈnit͡sa] es un pueblo ubicado en el distrito administrativo de Gmina Stara Kornica, dentro del Distrito de Łosice, Voivodato de Mazovia, en el este de Polonia central. Se encuentra aproximadamente a 6 kilómetros (4 mi) al noreste de Stara Kornica, a 14 km (9 mi) al este de Łosice, y a 131 km (81 mi) al este de Varsovia.